# The Exploits of Elaine
The Exploits of Elaine er en amerikansk stumfilm fra 1914.

## Medvirkende
- Pearl White som Elaine Dodge.
- Arnold Daly som Craig Kennedy.
- Creighton Hale som Walter Jameson.
- Sheldon Lewis som Perry Bennett.
- Edwin Arden som Wu Fang.